# Lourdes (Anápolis)
O Bairro de Lourdes é um bairro de Anápolis, Goiás, Brasil. A Entrada do Bairro se situa no viaduto Ayrton Senna que é a ligação entre o Bairro e a Avenida Mato Grosso que faz faz parte do corredor leste/oeste da cidade. O Bairro fica na região leste da cidade. O setor começou a ser povoado entre as décadas de 1950 e 1960 e o primeiro prédio público do local foi a Escola Rural Dom Pedro I construída em 1968. Fica a 6 km do Setor Central da Cidade de Anápolis. Hoje é um dos maiores bairros da cidade. O setor vem sofrendo com as péssimas condições estruturais em que se encontra atualmente. O Bairro está em uma das maiores zonas eleitorais da cidade. A Associação Esportiva Bairro de Lourdes time que representa o setor nos campeonatos de futebol organizados pela Liga Anapolina de Desportos foi o campeão da primeira divisão no ano de 2008. É atualmente o oitavo maior bairro da cidade e o maior bairro da região leste da cidade com população estimada em 6.883 habitantes que residem em 2.907 imóveis.
A região do "Grande Bairro de Lourdes", que conta com os seguintes bairros Bairro de Lourdes, Vila Sul, Bairro Jóquei Club, Parque Residencial Ander, Parque Residencial Ander II Etapa, Tropical, Jardim Palmares, tem população estimada em 10.440 habitantes sendo assim a quarta maior região da cidade de Anápolis. O Bairro de Lourdes fica situado numa região de nascentes e fontes manaciais (cabeceira do Córrego dos Felizardo).

## Limites e confrontações
Situado entre seus diversos lados pelo loteamento Parque Brasília, através da Rua 6 e Avenida Independência; Vila João XXIII, através da Avenida Patriarca; Loteamentos Ander 1ª e 2ª etapa, através da Avenida Patriarca; Jardim Palmares, através da Avenida Patriarca; Setor Tropical, através da Avenida Patriarca; Bairro Jóquei Clube, através de quadra de lotes; Chácaras Americanas, através das Avenidas Brasil e Alvorada; área de terreno anexa à Vila Sul, através da Avenida Alvorada, Rodovia BR 153, Associação Atlética Anapolina, através da Avenida Patriarca; áreas não loteadas de propriedade particular, através da Avenida Patriarca;

## História
A região onde hoje se encontra o Bairro de Lourdes começou a ser povoada entre as décadas de 1950 e 1960. Na década de 1970 houve início do loteamento no local que se consolidou como um setor majoritariamente residencial, margeado por duas rodovias federais, as BR-060 e  BR-153, onde vários outros bairros foram surgindo para transformar a região leste de Anápolis em uma das mais povoadas do município. A Escola Municipal "Dep. José de Assis", a primeira do bairro, começou a ser construida em 1968, com apenas um cômodo, recebendo a denominação de Escola Rural Dom Pedro I. Na área se serviços públicos o Bairro conta ainda com um Colégio Estadual, uma unidade do Programa Saúde da Família, uma Feira Pública e uma Central de Distribuição da SANEAGO. O bairro é totalmente asfaltado.
No dia 26 de janeiro de 1996 ocorreu nesta localidade um acidente aéreo onde a aeronave de modelo Beech 65-A80 Queen Air com matrícula/prefixo PT-CCZ caiu sobre o setor em zona residencial, colidindo com uma linha de transmissão de energia elétrica urbana da CELG e, na sequência, incendiando-se. A aeronave foi completamente consumida pelo fogo. As três pessoas que estavam a bordo faleceram no local.

## Lazer, saúde, esporte e educação
- Praça Antônio Vieira dos Santos - Espaço Pública
- Colégio Estadual da Polícia Militar de Goiás Senador Onofre Quinan (CEPMG-SOQ) - Instituição Pública
- Escola Municipal Deputado José de Assis - Instituição Pública
- PSF BAIRRO DE LOURDES - Instituição Pública[9]
- Feirão Coberto do Bairro de Loudes - Instituição Pública
- Centro de Cultura, Esporte e Lazer (CEL) da OAB - Anápolis - Instituição Privada [10][11]
- Associação Esportiva Bairro de Lourdes
- Ginásio de Esportes Alcides Alves - Instituição Privada
- Centro Esportivo Anápolis - SPACE BALL - Instituição Privada
- CT do Bairro de Lourdes - Centro de Treinamento da Associação Atlética Anapolina.[12]

## Principais vias
- Avenida Comercial
- Avenida Tocantins
- Avenida Brasil
- Avenida Araguaia
- Avenida Bandeirantes
- Avenida Patriarca

## Bairros vizinhos
- Vila Sul
- Setor Ander
- Setor Tropical
- Anápolis City
- Parque Brasília
- Jardim Palmares
- Bairro Jóquei Club
- Bairro Chácaras Americanas

Os bairros Vila Sul, Setor Ander, Jardim Palmares, Jóquei Club e Setor Tropical constituem, junto com o Bairro de Lourdes, a região conhecida como Grande Bairro de Lourdes ou Zona Leste[carece de fontes?].